# Národní park Pumalín
Národní park Pumalín (kompletní název Parque Nacional Pumalín Douglas Tompkins) se nachází v chilském regionu Los Lagos, jeho rozloha je více než 4000 km². Rozkládá se v provinciích Palena a Llanquihue, blízkými lidskými sídly jsou obce Hornopirén, Chaitén a Futaleufú, park protíná komunikace Carretera Austral. V blízkosti národního parku se nachází řada dalších chráněných území (NP Hornopirén, NP Corcovado, argentinský NP Los Alerces).

## Popis
Začátky ochranářské aktivity se datují do roku 1991, kdy Douglas Tompkins začal skupovat soukromé pozemky. V roce 2005 oficiálně vzniklo soukromé chráněné území Santuario de la Naturaleza Pumalín. Národní park byl vyhlášen v roce 2018 poté, co téměř 3000 km² půdy převedla Tompkinskova nadace do vlastnictví chilského státu. V roce 2007 byla ustanovana rozlehlá biosférická rezervace Deštné lesy mírného pásma jižných And (Bosques Templados Lluviosos de los Andes Australes), které je Pumalín součástí.
Park je přibližně vymezen na západě pobřežím zálivů Ancud a Corcovado, na východě chilsko-argentinskou hranicí, na jihu jezerem Yelcho. Na území parku se nacházejí mimo jiné sopky Michinmávida a Chaitén, četné ledovce, vodopády, jezera. Vegetace národního parku spadá do ekoregionu Valdivijských lesů. Nejvýraznějšími zástupci flory jsou blahočet chilský, fitzroya cypřišovitá a strom z čeledi cypřišovitých Pilgerodendron uviferum.

## Galerie

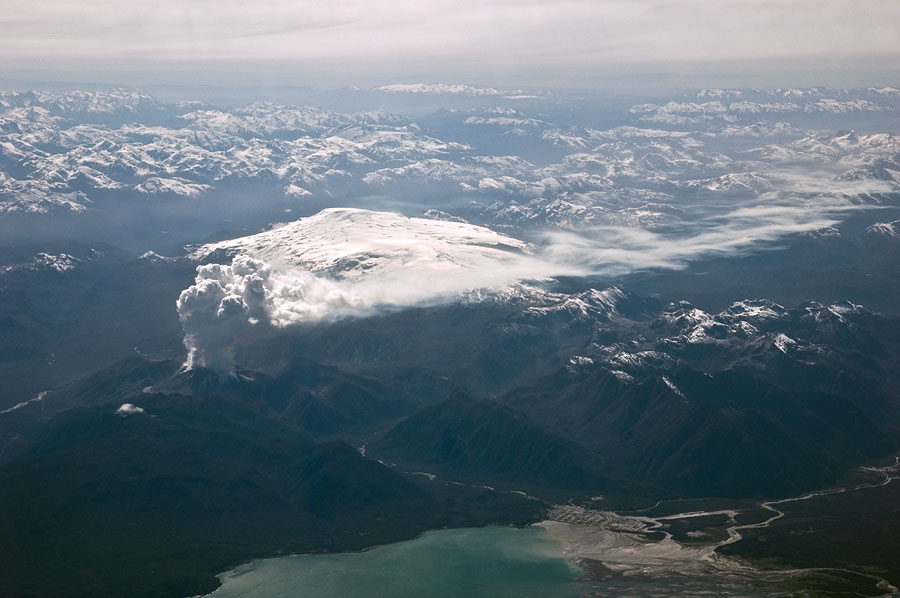
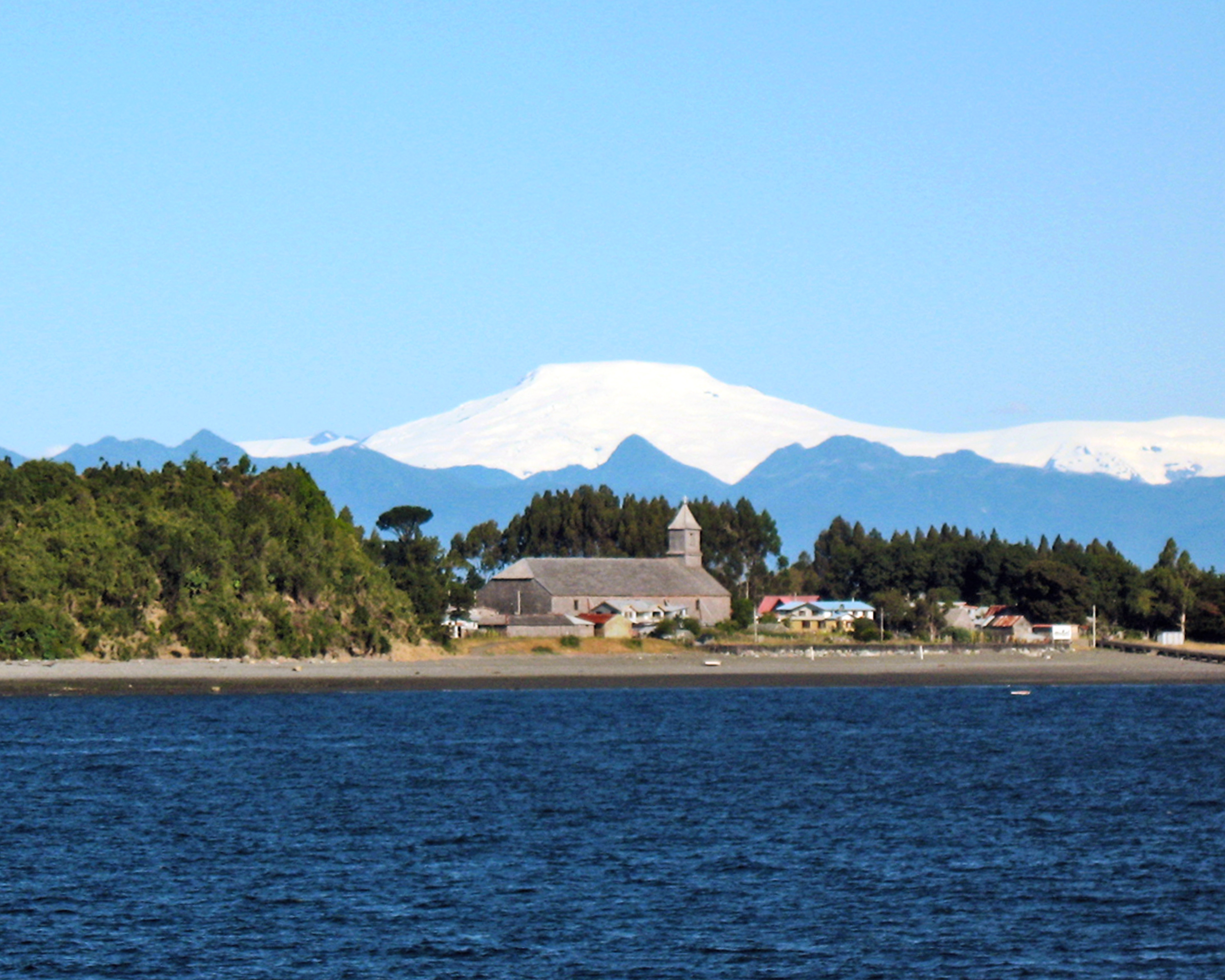
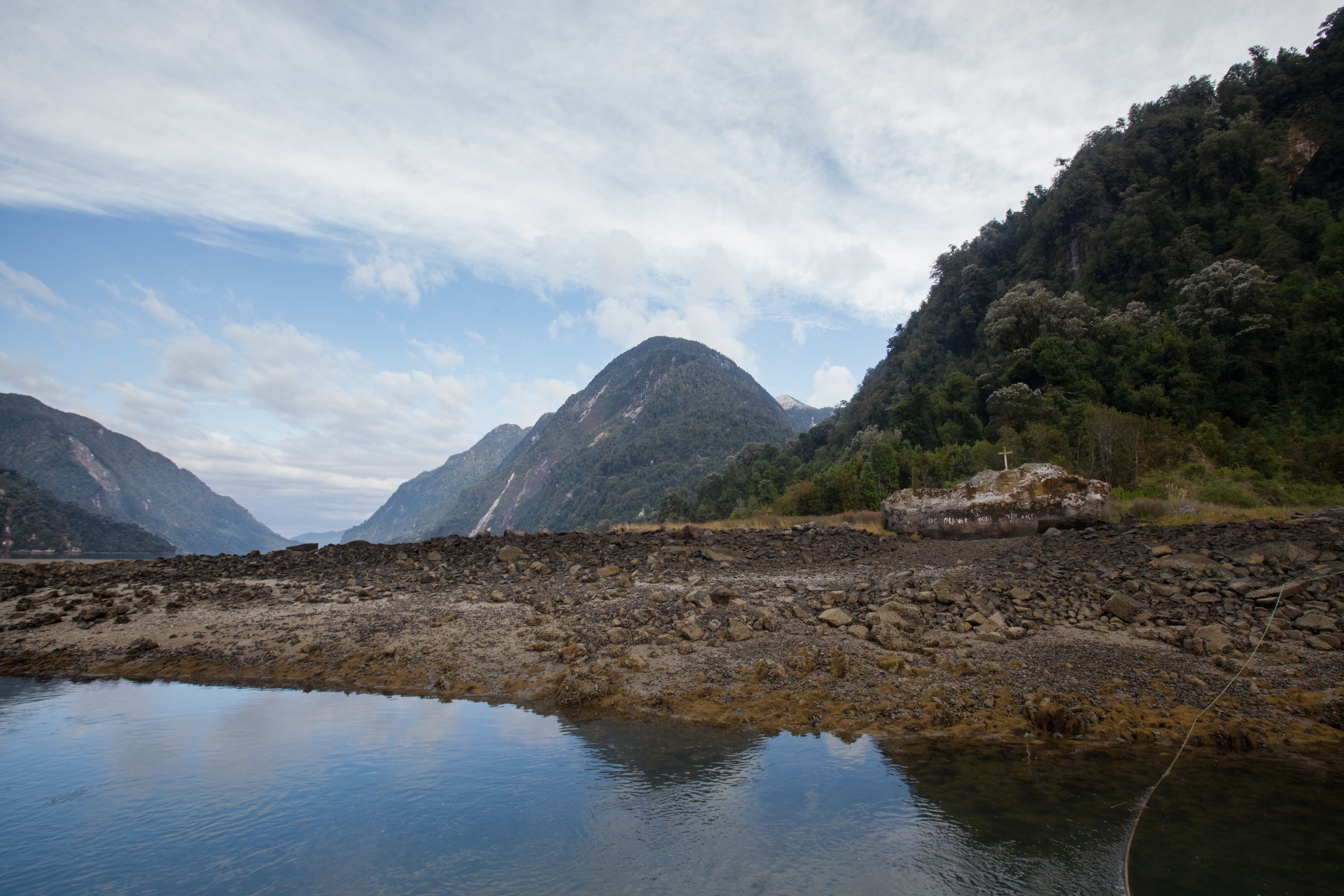
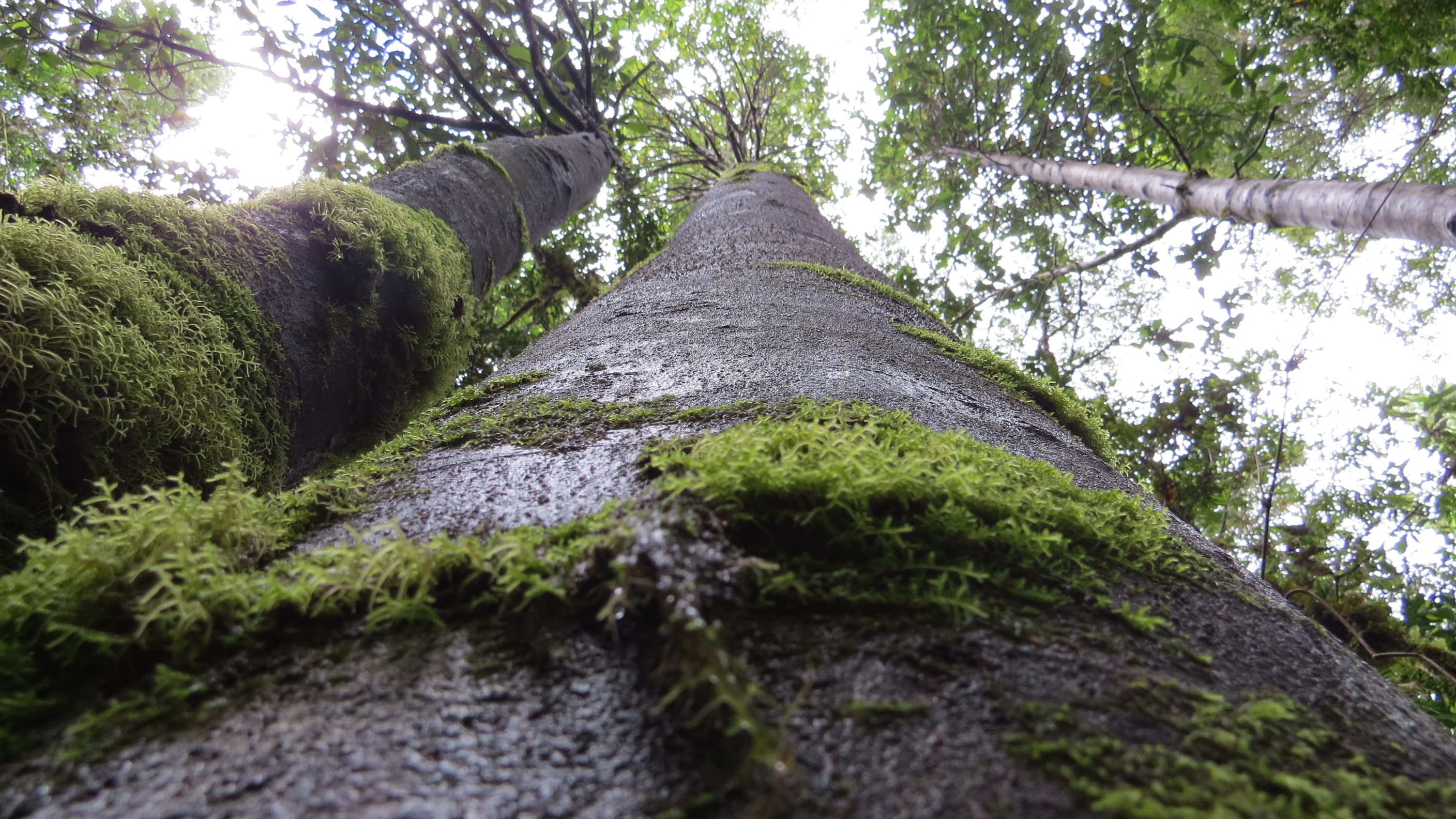